# Conservatisme traditionaliste
Vous pouvez aider à l'améliorer ou bien discuter des problèmes sur sa page de discussion.
- Le fond est à vérifier. Si vous venez d’apposer le bandeau, merci d’indiquer ici les points à vérifier. (Marqué depuis février 2023)

Vous pouvez aider à l'améliorer ou bien discuter des problèmes sur sa page de discussion.
- Il ne cite pas suffisamment ses sources. Vous pouvez indiquer les passages à sourcer avec {{référence nécessaire}} ou {{Référence souhaitée}}, et inclure les références utiles en les liant aux notes de bas de page. (Marqué depuis février 2023)
- Son texte doit être wikifié : il ne correspond pas à la mise en forme Wikipédia (style, typographie, liens internes, liens entre les wikis, etc.). (Marqué depuis février 2023)

- Archive Wikiwix
- Bing
- Cairn
- DuckDuckGo
- E. Universalis
- Gallica
- Google
- G. Books
- G. News
- G. Scholar
- Persée
- Qwant
- (zh) Baidu
- (ru) Yandex
- (wd) trouver des œuvres sur Wikidata

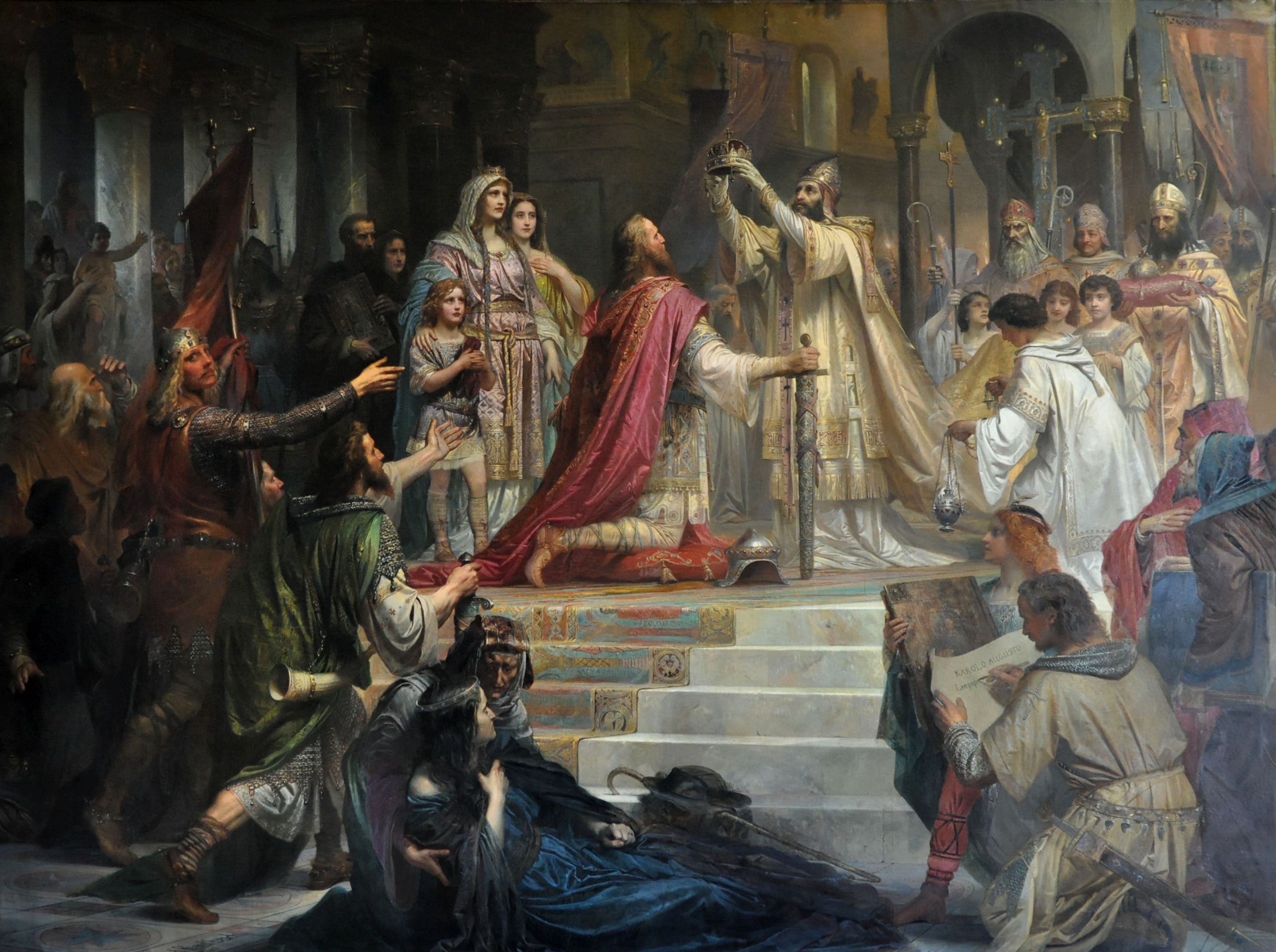
Couronnement de Charlemagne, d’après Friedrich Kaulbach.

Le conservatisme traditionaliste est une doctrine ou une pensée qui respecte les anciennes traditions, et est basée sur les principes de la loi naturelle et de l'ordre moral transcendantal, la tradition, la philosophie politique de classe A qui met l'accent sur la nécessité de « système et unité organique », agrarisme, « éducation classique et haute culture », et la loyauté généralisée. Les traditionalistes valorisent les liens sociaux et la préservation des institutions ancestrales au-dessus de l'individualisme excessif.
Les concepts de coutume, de convention et de tradition sont fortement mis en avant dans le conservatisme traditionaliste.

## Principes clefs

### Foi religieuse et loi naturelle
La loi naturelle est défendue par Thomas d'Aquin, dite loi éternelle, dans la Summa Theologiae, il réaffirme le principe de non- contradiction comme étant ("la même chose ne peut être affirmée et niée en même temps"), le précepte Bonum est le premier principe de cette qui précède ses actions ("le bien doit être fait et poursuivi et le mal évité"). Le récit de la philosophie chrétienne médiévale est l'appréciation du concept de Summum bonum ou "bien le plus élevé". C'est seulement par la contemplation silencieuse que quelqu'un est capable d'atteindre l'idée du bien.

### Tradition et coutume
Les traditionalistes pensent que la tradition et la coutume doivent guider l'homme et sa vision du monde, comme leur nom l'indique. Chaque génération hérite de l'expérience et de la culture de ses ancêtres, que l'homme est capable de transmettre à sa progéniture par la coutume et les précédents. Edmund Burke, souvent reconnu comme le père du conservatisme contemporain, notait que « l'individu est insensé, mais l'espèce est sage ».
Ce conservatisme, a-t-on soutenu, est fondé sur la tradition vivante plutôt que sur une pensée politique abstraite. Certains ont établi une distinction entre le conservatisme pragmatique et le conservatisme rationnel, qui soutient qu'une communauté avec une hiérarchie de pouvoir est la plus propice au bonheur humain. Revenant au conservatisme pragmatique, selon Kekes, « la tradition représente pour les conservateurs un continuum enchevêtrant l'individuel et le social, et est à l'abri de la critique raisonnée ».

## Hiérarchie et unité organique
Les conservateurs traditionalistes croient que la société humaine est essentiellement hiérarchique (c'est-à-dire qu'elle implique toujours diverses inégalités, degrés et classes interdépendants) et que les structures politiques qui reconnaissent ce fait s'avèrent les plus justes, prospères et généralement bénéfiques. La hiérarchie permet de préserver simultanément toute la communauté, au lieu de protéger une partie au détriment des autres.

## Agrarisme
La campagne, ainsi que les valeurs qui lui sont associées, sont très valorisées (parfois même romancées comme dans la poésie pastorale). Les idéaux agraires (tels que la conservation des petites fermes familiales, les terres ouvertes, la conservation des ressources naturelles et l'intendance des terres) sont importants pour la conception de la vie rurale de certains traditionalistes.